# Belägringen av Kinsale
Belägringen av Kinsale var den slutgiltiga slaget i Englands lyckade försök att erövra det gaeliska Irland. Det ägde rum under drottning Elisabet I:s regeringstid vid nioårskrigets höjdpunkt, ett uppror lett av Aodh Mór Ó Néill, Aodh Rua Ó Dónaill och andra irländska klanledare. Genom den spanska inblandningen och de strategiska fördelar som stod på spel, var slaget även en del av det engelsk-spanska kriget (1585–1604), konflikten mellan det protestantiska England mot det katolska Spanien. 